# Ma’ale Gilboa
Ma’ale Gilboa (hebr. מעלה גלבוע; ang. Ma'ale Gilboa; pol. Stok Gilboa) – kibuc położony w Samorządzie Regionu Emek ha-Majanot, w Dystrykcie Północnym, w Izraelu. Członek Ruchu Religijnych Kibuców (Ha-Kibbuc Ha-Dati).

## Położenie
Kibuc Ma’ale Gilboa jest położony na wysokości od 410 do 470 metrów n.p.m. w centralnej części masywu Wzgórz Gilboa na północy Izraela. Leży na południowo-wschodnich zboczach szczytu Micpe Gilboa (500 m n.p.m.). Na południu wznosi się szczyt Har Awinadaw (440 m n.p.m.), a na północy Har Jicpor (475 m n.p.m.). W kierunku północno-wschodnim i wschodnim teren stromo opada do Doliny Bet Sze’an, która leży w depresji Doliny Jordanu. Z tego powodu różnica wysokości jest dużo większa i wynosi tutaj ponad 500 metrów. Na północ od kibucu jest głęboki wąwóz, którego dnem spływa na wschód strumień Jicpor. Na wschód od kibucu płynie strumień Cwija. Wzgórza położone na północy są zalesione. Po stronie południowej teren łagodnie opada ku przełęczy pod górą Har Awinadaw. Ten niewielki obszar jest wykorzystywany pod uprawy rolnicze. Po stronie zachodniej teren opada głębokimi wadi ku wzgórzom Samarii. W otoczeniu kibucu Ma’ale Gilboa znajdują się kibuce Meraw, Szeluchot, Reszafim, Mesillot, Nir Dawid i Bet Alfa, oraz moszaw Rewaja. W odległości około 500 metrów na zachód od kibucu przebiega mur bezpieczeństwa, który oddziela terytorium Izraela od Autonomii Palestyńskiej. Po stronie palestyńskiej znajduje się wioski Dajr Abu Da’if, Faku’a, Bajt Kad i Dżalbun.
Ma’ale Gilboa jest położony w Samorządzie Regionu Emek ha-Majanot, w Poddystrykcie Jezreel, w Dystrykcie Północnym Izraela.

## Historia
Pod koniec I wojny izraelsko-arabskiej w styczniu 1949 roku nastąpiła stabilizacja linii frontu w tym rejonie. Zawarty w dniu 3 kwietnia 1949 roku rozejm izraelsko-jordański ustalił przebieg linii demarkacyjnej pomiędzy wojskami izraelskimi i jordańskimi. Linia ta przebiegała grzbietem szczytowym Wzgórz Gilboa. Aby lepiej strzec granicy, w dniu 29 listopada 1962 roku powstała w tym miejscu placówka wojskowa. Zamieszkali w niej członkowie młodzieżowego ruchu Nachal, którzy łączyli służbę wojskową ze studiami religijnymi. Poza uprawą roli i studiami religijnymi, do ich codziennych zadań należało pełnienie normalnych obowiązków służbowych Sił Obronnych Izraela.
W wyniku wojny sześciodniowej w 1967 roku całe terytorium Judei i Samarii znalazło się pod kontrolą Izraela. Tym samym skończyła się potrzeba strzeżenia granicy izraelsko-jordańskiej, która już nie przebiegała przez Wzgórza Gilboa. Z tego powodu, od 1967 roku w tutejszej placówce wojskowej zaczęli osiedlać się pierwsi cywile. W 1968 roku nastąpiło formalne przekształcenie placówki wojskowej w cywilny kibuc Ma’ale Gilboa. Jego nazwa nawiązywała do górskiej okolicy i oznaczała Stoki Gilboa. Zamieszkali tutaj religijni osadnicy, będący członkami Ruchu Religijnych Kibuców. Wraz z sąsiednim kibucem Meraw stworzyli oni grupę religijnych kibuców we Wzgórzach Gilboa. Z racji swojego położenia powinny one należeć do Samorządu Regionu Ha-Gilboa, jednak w Dolinie Bet Sze’an znajdowała się już grupa religijnych kibuców, i z tego powodu Ma’ale Gilboa i Meraw znalazły się pod jurysdykcją Samorządu Regionu Emek ha-Majanot. Pod koniec lat 90. XX wieku kibuc znalazł się w głębokim kryzysie ekonomicznym. W 1997 roku trudna sytuacja finansowa prawie doprowadziła do rozwiązania kibucu. W następnych latach przeprowadzono prywatyzację, zachowując kolektywną organizację instytucji kultury, edukacji i ochrony zdrowia. W 2002 roku w sąsiedztwie kibucu wybudowano mur bezpieczeństwa oddzielający państwo Izrael od terytoriów Autonomii Palestyńskiej. Zwiększyło to poczucie bezpieczeństwa w kibucu i umożliwiło zrealizowanie rok później budowy nowego osiedla mieszkaniowego. Planuje się wybudowanie 200 nowych domów.

## Demografia
Większość mieszkańców kibucu jest Żydami:

## Gospodarka i infrastruktura
Gospodarka kibucu opiera się na intensywnym rolnictwie. Wśród upraw polnych dominuje marchew. Poza tym w kibucu jest farma drobiu hodująca indyki na mięso oraz hodowla bydła mlecznego. W kibucu jest przychodnia zdrowia, pralnia, warsztat mechaniczny oraz sklep wielobranżowy.

## Transport
Z kibucu wyjeżdża się na wschód na drogę nr 667, którą jadąc na południe dojeżdża się do kibucu Meraw, lub jadąc na północ dojeżdża się do moszawu Nurit. Lokalną drogą nr 6666 można zjechać ze Wzgórz Gilboa na północny wschód do Doliny Bet Sze’an, do drogi nr 669 między kibucami Nir Dawid i Bet Alfa.

## Edukacja  i kultura
Kibuc utrzymuje przedszkole. Starsze dzieci są dowożone do szkoły podstawowej w kibucu Sede Elijjahu. Kibuc jest siedzibą jesziwy Ma'ale Gilboa, której studenci łączą dwa lata studiów religijnych z trzyletnią służbą wojskową. Kibuc posiada własną synagogę i mykwę. W kibucu jest także ośrodek kultury z biblioteką, basen kąpielowy oraz boisko do piłki nożnej.

## Turystyka
Największą tutejszą atrakcją turystyczną jest Rezerwat przyrody Gilboa Mizrachi. Chroni on typową roślinność Wzgórz Gilboa. Ze szczytu Micpe Gilboa rozciąga się panorama na całą okolicę.

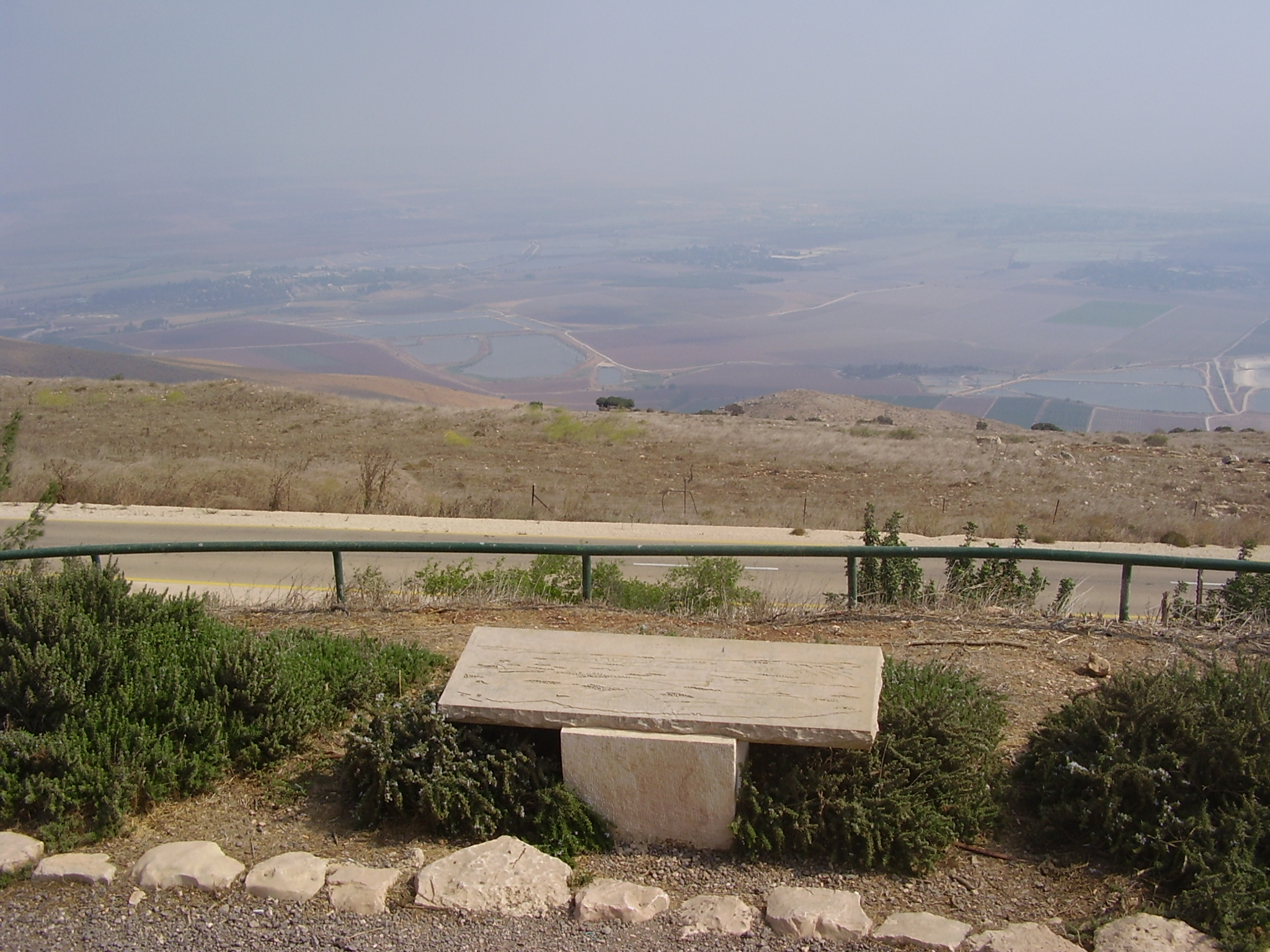
Widok na Dolinę Bet Sze’an